# Phyllophila cogela
Phyllophila cogela là một loài bướm đêm trong họ Noctuidae.